# Ojo de Agua de Abajo
Ojo de Agua de Abajo är en ort i Mexiko.   Den ligger i kommunen Acultzingo och delstaten Veracruz, i den sydöstra delen av landet, 210 km öster om huvudstaden Mexico City. Ojo de Agua de Abajo ligger 1 930 meter över havet och antalet invånare är 243.
Terrängen runt Ojo de Agua de Abajo är bergig österut, men västerut är den kuperad. Runt Ojo de Agua de Abajo är det ganska glesbefolkat, med 28 invånare per kvadratkilometer. Närmaste större samhälle är Río Blanco, 18,0 km nordost om Ojo de Agua de Abajo. I omgivningarna runt Ojo de Agua de Abajo växer i huvudsak blandskog.